# Малокаховська сільська рада
Малокахо́вська сільська́ ра́да — адміністративно-територіальна одиниця та орган місцевого самоврядування в Каховському районі Херсонської області. Адміністративний центр — село Малокаховка.

## Загальні відомості
- Територія ради: 19,87 км²
- Населення ради: 3 002 особи (станом на 2001 рік)
- Територією ради протікає Дніпро

## Населені пункти
Сільській раді підпорядковані населені пункти:
- с. Малокаховка

## Склад ради
Рада складалася з 20 депутатів та голови.
- Голова ради: Лукашенко Володимир Миколайович
- Секретар ради: Беліченко Валентина Василівна

Впродовж майже 30 років сільським головою був Ільницький Володимир Миколайович (01.09.1953 — 24.12.2013), який очолював сільську раду у 1983–2000, 2002–2013 роках. 3 27.12.2013 в.о. сільського голови є секретар сільської ради — Носаль Катерина Миколаївна.

### Керівний склад попередніх скликань
| Прізвище, ім'я, по батькові      | Основні відомості                                                 | Дата обрання | Дата звільнення |
| -------------------------------- | ----------------------------------------------------------------- | ------------ | --------------- |
| Ільницький Володимир Миколайович | Сільський голова, 1953 року народження, член Народної партії      | 26.03.2006   | 31.10.2010      |
| Ільницький Володимир Миколайович | Сільський голова, 1953 року народження                            | 31.10.2010   | 24.12.2013      |
| Лукашенко Володимир Миколайович  | Сільський голова, 1952 року народження, освіта вища, безпартійний | 25.05.2014   |                 |

Примітка: таблиця складена за даними сайту Верховної Ради України

### Депутати
За результатами місцевих виборів 2010 року депутатами ради стали:

#### За суб'єктами висування
| Суб'єкт висування           | Кількість обраних депутатів | %    |
| --------------------------- | --------------------------- | ---- |
| Партія регіонів             | 16                          | 66,7 |
| Самовисування               | 3                           | 12,5 |
| Аграрна партія України      | 2                           | 8,3  |
| Партія «Справедливість»     | 2                           | 8,3  |
| Комуністична партія України | 1                           | 4,2  |

#### За округами
| № округу                    | Прізвище, ім'я, по батькові        | Дата визнання обраним | Освіта  | Партійна приналежність            | Відомості про обраного депутата                                                      |
| --------------------------- | ---------------------------------- | --------------------- | ------- | --------------------------------- | ------------------------------------------------------------------------------------ |
| Аграрна партія України      |                                    |                       |         |                                   |                                                                                      |
| 2                           | Приходько Валентина Миколаївна     | 02.11.2010            | середня | член Аграрної партії України      | Фермерське господарство «Едельвейс», робітниця                                       |
| 13                          | Каськович Леонід Олександрович     | 02.11.2010            | середня | член Аграрної партії України      | Малокаховська загальноосвітня школа ст. I-III, охоронець                             |
| Комуністична партія України |                                    |                       |         |                                   |                                                                                      |
| 16                          | Кулик Володимир Миколайович        | 02.11.2010            | середня | член Комуністичної партії України | Приватне підприємство «Самсонєнко», продавець                                        |
| Партія регіонів             |                                    |                       |         |                                   |                                                                                      |
| 1                           | Дерябіна Світлана Анатоліївна      | 02.11.2010            | середня | член Партії регіонів              | Малокаховська загальноосвітня школа ст. I-III, вчитель                               |
| 4                           | Альгеєр Наталія Василівна          | 02.11.2010            | середня | член Партії регіонів              | Малокаховська сільський будинок культури, художній керівник                          |
| 5                           | Соболєва Наталія Миколаївна        | 02.11.2010            | вища    | член Партії регіонів              | Малокаховська загальноосвітня школа ст. I-III, вчитель                               |
| 6                           | Комаров Андрій Леонідович          | 02.11.2010            | вища    | член Партії регіонів              | Фермерське господарство «Олімп — Агро», голова                                       |
| 8                           | Літвіненко Алла Ярославівна        | 02.11.2010            | вища    | член Партії регіонів              | Малокаховська загальноосвітня школа ст. I-III, вчитель                               |
| 9                           | Льовочкіна Наталія Іванівна        | 02.11.2010            | середня | член Партії регіонів              | Малокаховська загальноосвітня школа ст. I-III, вчитель                               |
| 11                          | Руденко Максим Анатолійович        | 02.11.2010            | вища    | член Партії регіонів              | тимчасово не працює                                                                  |
| 12                          | Мкртчян Ольга Іванівна             | 02.11.2010            | вища    | член Партії регіонів              | Малокаховська загальноосвітня школа ст. I-III, вчитель                               |
| 15                          | Пінаєва Людмила Олександрівна      | 02.11.2010            | середня | член Партії регіонів              | Фермерське господарство «Надія», робітниця                                           |
| 17                          | Туржавський Володимир Анатолійович | 02.11.2010            | середня | член Партії регіонів              | Малокаховська сільська рада, охоронець                                               |
| 18                          | Пронін Валерій Івнович             | 02.11.2010            | середня | член Партії регіонів              | Малокаховська сільська рада, охоронець                                               |
| 19                          | Блищик Юлія Валеріївна             | 02.11.2010            | вища    | член Партії регіонів              | Малокаховська сільська рада, спеціаліст з податкових та соціально — побутових питань |
| 21                          | Галушка Ольга Миколаївна           | 02.11.2010            | вища    | член Партії регіонів              | Малокаховська загальноосвітня школа ст. I-III, вчитель                               |
| 22                          | Шевченко Ірина Іванівна            | 02.11.2010            | вища    | член Партії регіонів              | Малокаховська загальноосвітня школа ст. I-III, директор                              |
| 23                          | Лихолат Антоніна Анатоліївна       | 02.11.2010            | вища    | член Партії регіонів              | Державний реєстр виборців Каховської державної адміністрації, начальник відділу      |
| 24                          | Кошеваров Дмитро Васильович        | 02.11.2010            | середня | член Партії регіонів              | Приватне підприємство «Де метра — Агро», директор                                    |
| Партія «Справедливість»     |                                    |                       |         |                                   |                                                                                      |
| 7                           | Лукашенко Володимир Миколайович    | 02.11.2010            | середня | член Партії «Справедливість»      | приватний підприємець                                                                |
| 20                          | Таран Анатолій Олексійович         | 02.11.2010            | вища    | член Партії «Справедливість»      | приватний підприємець                                                                |
| Самовисування               |                                    |                       |         |                                   |                                                                                      |
| 3                           | Носаль Катерина Миколаївна         | 10.02.2013            | вища    | член Партії регіонів              | Малокаховська сільська рада, секрктар виконкому                                      |
| 10                          | Кучеренко Олександр Анатолійович   | 02.11.2010            | середня | член Партії регіонів              | тимчасово не працює                                                                  |
| 14                          | Чечін Павло Анатолійович           | 26.12.2010            | середня | позапартійний                     | ТОВ «Південенерго», начальник експлуатації житлових будинків                         |